# Unterkulm
Unterkulm is een gemeente en plaats in het Zwitserse kanton Aargau en maakt deel uit van het district Kulm.
Unterkulm telt 2.893 inwoners.